# Charles Manring
Charles Manring   (Cleveland, 18 d'agost de 1929 - Bethesda, 7 d'agost de 1991) fou un remer estatunidenc que va competir com a timoner durant la dècada de 1950.
El 1952 va prendre part en els Jocs Olímpics d'Estiu de Hèlsinki, on guanyà la medalla d'or en la prova del vuit amb timoner del programa de rem.
Després de la seva victòria olímpica es va graduar a l'Acadèmia Naval dels Estats Units.